# 變形金剛 (1986年電影)
《變形金剛電影版》（英語：The Transformers: The Movie，又譯變形金剛大電影），是一部於1986年上映的卡通科幻动作電影，改編自同名產品系列。日本動畫工作室東映動畫負責作畫繪製，本部電影在卡司部分請來了幾位知名的演員如喬德·尼爾遜、李奧納德·尼摩伊、奧森·威爾斯、等人參與了主要角色配音之演出。

## 劇情概要
2005年的賽博坦星球已經在狂派(Decepticons)的佔領之下，而博派則分別撤守到兩個衛星基地，準備隨時反攻的機會。一日，汽車人領袖柯博文(Optimus Prime)交付铁皮(Ironhide)一項任務，希望他能到地球一趟並帶回能源供衛星基地所使用。不料計劃被狂派察覺，密卡登(Megatron)便率領一行人強行闖入鐵皮的太空船上，並將鐵皮(Ironhide)、大漢(Brawn)、飛輪(Ratchet)、巡弋者(Prowl)四名戰士擊斃。
密卡登一行人來到地球之後便與駐守在Autobot City的博派駐軍發生激烈的攻防戰。在數小時後，柯博文帶著機器恐龍與數名戰士所構成的援軍來到了地球，但情勢並未好轉。而柯博文與密卡登在一場決鬥中分別受到了致命的重傷。
柯博文在臨死前將指揮權與原能矩陣(Matrix of Leadership)交給了馬格斯(Ultra Magnus)。但由於柯博文已經在死亡邊緣，所以原能矩陣在交接時不小心落下，被年輕的戰士羅德(Hot Rod)接住，此時原力矩陣發出了閃耀的光芒，驚破天便將原能矩陣交給了通天曉。隨後柯博文死亡，使得眾人彌漫在一股悲傷的氣氛之中。
而密卡登則在回程途中被天王星棄置於太空，任其自生自滅，但卻被神秘的星球宇宙大帝(Unicron)改造成為驚破天(Galvatron)。驚破天隨後回到賽博坦星殺了紅蜘蛛，而宇宙大帝則吞食了兩顆衛星基地，且命令驚破天率領軍隊回到地球攻擊博派並摧毁原力矩陣。
中途經過了一番追擊戰，驚破天在垃圾星上成功的自馬格斯手中奪取了原力矩陣，並回到賽博坦星球試圖利用原力矩陣的力量逼宇宙大帝給他自由。但此時宇宙大帝變形成為了巨大機器人，開始攻擊賽博坦星，並將試圖攻擊他的格威龍給吃到了肚子中。
經過一段時間之後，博派的戰士羅德帶著一行人回到了賽博坦星，並從宇宙大帝的眼睛闖入了他的體內。洛迪文在與其他人走散之後遇見了同樣被吞到宇宙大帝體內的格威龍，並且發生了戰鬥。最後洛迪文取得了原力矩陣並且進化成了洛迪文至尊(Rodimus Prime)，在將格威龍扔到太空之後，洛迪文至尊拉開了原力矩陣，使得智慧的光芒開始照射著宇宙大帝的體內，造成了嚴重的傷害，在洛迪文至尊一行人逃出了他的身體之後爆炸，只留下了頭顱漂浮於賽博坦的衛星軌道上。

## 主要登場角色

### 博派
| 角色                                                                                    | 英語配音                    | 香港ATV粵語配音               |
| 擎天柱（Optimus Prime）                                                                 | 彼得·庫倫                   | 盧傑群                        |
| 熱破（Hot Rod）→補天士（Rodimus Prime）                                                 | 喬德·尼爾遜                 | 周永光 (火棒) 黃子敬 (洛狄文) |
| 阿尔茜（Arcee）                                                                         | 蘇珊·布魯                   | 龍德瓊                        |
| 跳躍者（彈簧）（Springer）                                                              | 尼爾·羅斯                   | 陳永信                        |
| 通天晓（Ultra Magnus）                                                                  | 勞勃·史達克                 | 曾秉輝                        |
| 杯子（Kup）                                                                             | 萊諾·史丹德爾               | 盧傑群                        |
| 啰嗦（Blurr）                                                                           | 約翰·莫西塔                 | 梁有恆                        |
| 轉輪（Wheelie）                                                                         | 法蘭克·維爾克               | 徐愛貞                        |
| 鋼鎖（Grimlock）                                                                        | 格雷格·伯格                 | 周永坤                        |
| 淤泥（Sludge）                                                                          | 法蘭克·維爾克（劇中無台詞） |                               |
| 鐵渣（Slag）                                                                            | 尼爾·羅斯                   |                               |
| 飛鏢（Swoop）                                                                           | 麥克·貝爾                   |                               |
| 丹尼爾‧魏瓦奇（Daniel Witwicky）                                                        | 大衛·門登霍爾               | 黃小英                        |
| 史派克‧魏瓦奇（Spike Witwicky）                                                         | 科里·伯頓                   | 關子棟                        |
| 感知器（Perceptor）                                                                     | 保羅·艾德                   | 關子棟                        |
| 錄影機（Blaster） - 鋼鉗（Steeljaw） - 犀牛（Ramhorn） - 噴射（Eject） - 發條（Rewind） | 巴斯特·瓊斯                 | 陸頌愚 (拍子達)               |
| 铁皮（Ironhide）                                                                        | 彼得·庫倫                   | 周永光                        |
| 飛輪（Ratchet）                                                                         | 唐·梅西克（劇中無台詞）     |                               |
| 巡弋者（Prowl）                                                                         | （劇中無台詞）              |                               |
| 大漢（brawn）                                                                           | 科里·伯頓                   |                               |
| 爵士（Jazz）                                                                            | 斯塔特曼·克羅斯特斯         |                               |
| 飛過山（Cliffjumper）                                                                   | 凱西·卡西姆                 |                               |
| 大黃蜂（Bumblebee）                                                                     | 丹·吉爾維贊                 | 梁政平                        |

### 霸天虎
| 角色                                    | 英語配音                                      |
| --------------------------------------- | --------------------------------------------- |
| 密卡登（Megatron） →格威龍（Galvatron） | 法蘭克‧威爾克(密卡登) 李奧納德·尼摩伊(格威龍) |
| 天王星（Starscream）                    | 克里斯托弗‧柯林斯                             |
| 音波（Soundwave）                       | 法蘭克‧威爾克                                 |
| 蹂躪者（Devastator）                    | 亞瑟·伯格哈特                                 |
| 太空火車（Astrotrain）                  | 傑克‧安哲                                     |
| 炸彈（Bombshell） →旋風（Cyclonus）     | 羅傑·C‧卡梅爾                                 |
| 震盪波（Shockwave）                     | 柯瑞‧伯頓                                     |

### 其他
- 宇宙大帝